# エルンスト・ヨハン・フォン・ビロン
エルンスト・ヨハン・フォン・ビロン（ドイツ語：Ernst Johann von Biron；ラトビア語：Ernests Johans Bīrons；ロシア語: Эрнст Иоганн Бирон、1690年11月23日［ユリウス暦11月13日］ - 1772年12月29日［12月18日］）は、バルト・ドイツ人貴族。クールラント・ゼムガレン公（在位：1737年 - 1758年、1763年 - 1769年）、ロシア帝国摂政（在位：1740年）。

## 生涯
ビロンはエルンスト・ヨハン・ビューレン（Ernst Johann Bühren）としてクールラントのカルンツェムスで生れた。祖父はヤーコプ・ケトラー公に馬丁として仕えて小さな所領を与えられた男で、ビロンは父が相続したこの小領地で生れたのだった。彼はほとんど教育を受けずにケーニヒスベルク・アカデミーに入学し、暴力沙汰を起こして放校処分となった。1714年、ビロンは出世話を求めてロシアに赴き、アレクセイ・ペトロヴィチ大公の妻シャルロッテ・クリスティーネ妃の貧相な小宮廷で地位を得ようとしたが失敗した。ビロンはミタウに戻ると、クールラント公国の統治を任されていたロシアのピョートル・ベストゥージェフ伯爵の情婦になっていた自分の姉妹を通じ、宮廷に足がかりを得た。ベストゥージェフ伯爵は若いクールラント公爵未亡人アンナ・イヴァノヴナと愛人関係にあると噂されていた。主人である伯爵が不在のあいだ、ハンサムでご機嫌取りの上手いビロンはアンナの愛人におさまり、ベストゥージェフとその一族を失寵させ、追放した。
これ以後、アンナは死ぬまでビロンの甚大な影響力を受け続けることになった。1730年、アンナがロシア女帝に即位すると、ビロンは妻ベニグナ・フォン・トロタとともにモスクワに連れてこられ、女帝から莫大な財産と名誉を与えられた。1730年5月19日にアンナの戴冠式が執り行われると、ビロンは侍従長、ロシア帝国伯爵となった。叙爵に際してビロンはフランスの大貴族ビロン公爵家の紋章を採用したといわれ、ヴェンデン（現在のラトビア領ツェーシス）に領地を与えられ、5万クラウンの年金を受けることになった。
ビロンはすぐにロシアの全ての身分の人々から心底憎まれるようになった。彼は実際には暴虐を働いたわけではないが、ロシアの一般民衆には邪悪な怪物だと思われていた。ビロンの悪徳は悪魔的なものではなく、意地汚い種類のものだった。彼はご機嫌取りのすべを心得ていて、自分がそうしようと思えば大変愛想よく振る舞えた。しかし同時に意地が悪く、不誠実で、金に汚く、疑り深く、そして恐ろしいほど執念深い性格だった。アンナの治世後半、ビロンの権勢と財産は非常に大きくなっていった。宮殿にあるビロンの住居はアンナ女帝の寝室とつながっており、ビロンの服、家具、馬車などは女帝のそれらと同じ値段で作られていた。ロシア宮廷に出回る賄賂の半分はビロンの金庫から出たものだったし、彼は至るところに領地を有していた。国家の特別機関は、ビロンの所有する血統種の牝馬や種馬を飼育させられていた。彼の使う食器類の豪華さはフランス大使が驚くほどのものだったし、彼の妻ベニグナが所有する巨大なダイヤモンドは王侯たちの羨望の的だった。

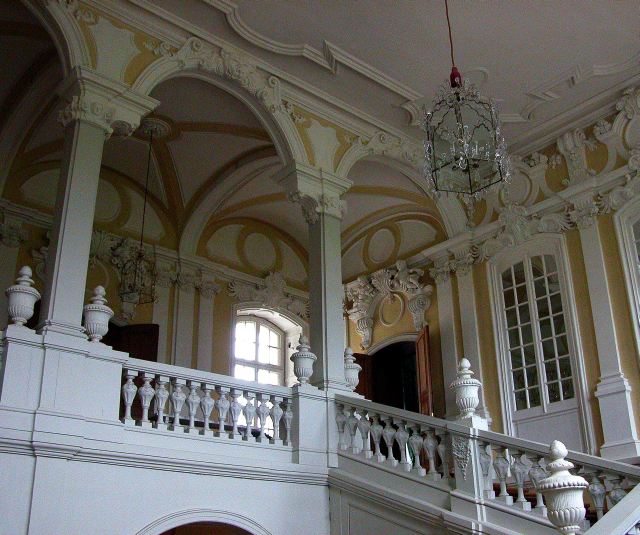
ビロンの邸宅の一つ、ルンダーレ宮殿

ビロンの驚異的な出世の最たるものが、1737年6月にクールラントの統治者ケトラー家が断絶した際、そのクールラント公位を継承したことであった。ビロンはロシアで憎まれたのと同様にクールラントでも嫌われた。しかしアンナ女帝の意思こそは国家の法であった。そして人々にばらまく賄賂として莫大な金がアムステルダムの為替手形という形をとってクールラントに持ち込まれ、これを受け取った人々は直ちにビロンを新公爵に選出した。1740年、死の床にあったアンナ女帝は、不承不承ながらビロンの必死の嘆願を聞き入れ、彼を生後まもない後継者イヴァン6世が成人するまでの摂政とすることを決めた。女帝にしてみれば、自分の死後も愛人をその政敵から守ってやるためには、その高い地位から引きずりおろさないように計らうことくらいしか出来なかった。1740年10月26日、194人の政府高官が署名した宣言が出され、ロシア国家の名において、ビロンを摂政に任命した。
ビロンの摂政期間は3週間続いただけであった。1740年11月19日の深夜、彼は仇敵ミュンニヒ元帥に寝込みを襲われ逮捕された。1741年4月11日、内閣はビロンを裁判にかけた後で四つ裂きの刑に処することを提案したが、この死刑判決は新摂政アンナ・レオポルドヴナ（イヴァン6世の母親）が慈悲深かったおかげで、シベリアのペリムに永久追放される刑に軽減された。60万ポンドの価値のあるダイヤモンドを含むビロンの莫大な財産は、全て没収された。
失脚してから22年間のあいだ、ロシアの前摂政ビロンは歴史の表舞台から姿を消していた。しかし1762年、親ドイツ派のピョートル3世が即位すると、ビロンは宮廷に呼び戻された。ビロンは今やすっかり年老いて耄碌しており、1763年にエカチェリーナ2世が彼をクールラント公に復帰させたのは彼が人畜無害だったためだった。ビロンは息子のペーターに公国を相続させることが出来た。長年の苦難で学ぶところがあったのか、ビロンの晩年の統治は、いくぶん専制的な面もあったといえ公正で慈悲深くさえあった。ビロンは1772年12月29日、公国の首都ミタウの公爵宮殿で亡くなった。

## 関連図書
- Gilman, D. C.; Peck, H. T.; Colby, F. M., eds. (1905). “Biron, Ernest John” . New International Encyclopedia (英語) (1st ed.). New York: Dodd, Mead.